# Keagan Dolly
Keagan Dolly est un footballeur international sud-africain né le 22 janvier 1993 à Johannesbourg. Il joue au poste d'ailier gauche au TS Galaxy.

## Biographie
Keagan Dolly est originaire du même quartier que Steven Pienaar et joue, à 12 ans, dans la même équipe locale que son aîné, intégrant la 'School of excellence', école spécialisée dans le football. Trois ans plus tard, il rejoint le centre de formation des Mamelodi Sundowns. Mais c'est au Ajax Cape Town FC, à 19 ans, qu'il signe son premier contrat professionnel.

### Carrière en club

#### Ajax Cape Town
Keagan Dolly dispute son premier match avec les professionnels le 22 août 2012 en déplacement au Moroka Swallows FC (défaite 3-1). Neuf jours plus tard, il ouvre le score face aux Platinum Stars, son premier but en Premier Soccer League (victoire 4-1). Le premier et dernier de sa saison d'apprentissage en première division sud-africaine (12 apparitions, 8 titularisations).
Pour sa deuxième saison, il s'impose déjà, à 20 ans, comme un membre du onze de départ de l'Ajax Cape Town, participant à 27 des 30 rencontres de championnat. Au terme de celle-ci, il reçoit sa première distinction personnelle, élu « Premier Soccer League Young Player Of The Season ». Il est alors convoité par les cadors du championnat dont Kaizer Chiefs (2e de la saison 2013-2014), Orlando Pirates (4e) et le Mamelodi Sundowns FC (champion en titre) qu'il rejoint. Il est toutefois prêté à l'Ajax, le temps d'une saison. 

#### Mamelodi Sundowns
Définitivement joueur des Mamelodi Sundowns, son talent explose lors de la saison 2015-2016 qui le voit être nommé pour le titre de « Footballer of the Season » en compagnie de ses coéquipiers Hlompho Kekana et Khama Billiat, ce dernier remportant les suffrages. Avec son équipe, il garnit également son armoire à trophées, remportant le championnat et la Coupe de la Ligue.
En septembre 2016, des approches d'Aston Villa, en cas de départ de Jordan Ayew, et de l'Olympiakos sont évoqués mais certaines clauses de son contrat posent problèmes. Malgré les tractations entre son club et son agent, il remporte la Ligue des Champions de la CAF avec son club et participe à la Coupe du monde des clubs au Japon. Ses performances lui valent ainsi de figurer dans le Onze-Type de l'année aux CAF Awards et d'être nommé pour celui de joueur africain basé en Afrique.
Obnubilé par l'idée de rejoindre l'Europe, il ferme la porte en décembre 2016 aux avances d'Al Ahly, club le plus couronné d'Afrique.

#### Montpellier HSC
Le 27 janvier 2017, il signe un contrat de quatre ans et demi avec le Montpellier Hérault SC,. Il découvre la Ligue 1 le 7 février 2017 à l'occasion de la réception de l'AS Monaco (défaite 1-2). Il profite de la blessure d'un autre renfort du mercato hivernal, Jonathan Ikoné, pour enchaîner les titularisations dès son arrivée avant d'entrer plus régulièrement en cours de match. Au sein d'un club qui finit sa saison en roue libre avec 5 défaites consécutives, il dispute 12 rencontres (dont 5 titularisations) pour ses premiers mois dans l'hexagone.
Sa saison 2017-2018 débute timidement dans l'Hérault, Michel Der Zakarian s'appuyant sur une défense à cinq et confiant les clés de son milieu à Ellyes Skhiri, Paul Lasne, Stéphane Sessègnon et Junior Sambia. Sur la phase aller, il ne compte ainsi que quatre apparitions en Ligue 1, pour une titularisation. Sa situation évolue lors du mercato hivernal avec le départ du Béninois vers la Turquie. Il rentre alors dans la rotation de l'équipe et se montre décisif, délivrant une passe décisive à Amiens (1-1) puis lors de la réception du SCO Angers (victoire 2-1) avant d'inscrire son premier but en championnat lors de la 36e journée, ouvrant le score face au FC Nantes (victoire 0-2). Sur la phase retour, il connait ainsi huit titularisations accompagnées de cinq entrées en jeu. 
Titulaire lors de la première journée de championnat de la saison 2018-2019, il doit faire face à la concurrence de Florent Mollet à son poste. Ce dernier se distingue dès la deuxième journée, trouvant le chemin des filets et délivrant une passe décisive face à Amiens, reléguant Dolly sur le banc. Mollet blessé au genou début septembre, le Sud-Africain récupère sa place dans le onze pour la réception de Strasbourg (1-1, 5e journée), rencontre durant laquelle il se fracture le péroné à la suite d'un tacle du milieu alsacien Jérémy Grimm.

### Carrière en sélection nationale
Avec la sélection sud-africaine, il participe à la Coupe d'Afrique des nations des moins de 23 ans 2015 organisée au Sénégal. L'Afrique du Sud atteint la demi-finale de la compétition, en étant battue par l'Algérie.
En août 2016, il participe aux Jeux Olympiques avec sa sélection.

## Palmarès
Mamelodi Sundowns
- Champion d'Afrique du Sud (1) :
  - Champion : 2015-16.

- Coupe d'Afrique du Sud (1) :
  - Champion : 2015-16.

- Ligue des champions de la CAF (1) :
  - Champion : 2016.